# Арклоу
Арклоу (енгл. Arklow, ир. Arnkell-lág) је град у Републици Ирској, у југоисточном делу државе. Град је у саставу истоименог округа округа Виклоу и представља значајно насеље за округ.

## Природни услови
Град Арклоу се налази у југоисточном делу ирског острва и Републике Ирске и припада покрајини Ленстер. Град је удаљен 80 километара јужно од Даблина. 
Арклоу је смештен у приобалном подручју источне Ирске. Град се пружа дуж западне обале Ирског мора, на месту где се река Арока улива у море. Градско подручје брдовито. Надморска висина средишњег дела града је свега око 5 метара.
Клима: Клима у Арклоуу је умерено континентална са изразитим утицајем Атлантика и Голфске струје. Стога град одликује блага и веома променљива клима.

## Историја
Подручје Арклоуа било насељено већ у време праисторије. По подацима прво насеље на месту данашњег града основали су Викинзи. Дато подручје је освојено од стране енглеских Нормана у крајем 12. века. Одмах је почела изградња утврђења овом, стратешки важном месту.
Током 16. и 17. века Арклоу је учествовао у бурним временима око борби за власт над Енглеском. Ово је оштетило градску привреду. Међутим, прави суноврат привреде града десио се средином 19. века у време ирске глади.
Арклоу је од 1921. године у саставу Републике Ирске. Опоравак града започео је тек последњих деценија, када је град поново забележио нагли развој и раст.

## Становништво
Према последњим проценама из 2011. године. Арклоу је имао око 13 хиљада становника у граду и нешо преко 14 хиљада у широј градској зони. Последњих година број становника у граду се повећава.

## Привреда
Арклоу је био и остао трговачко, лучко и управно средиште. Град је историјски познат о бродоградњи. Последњих година лучне делатности поново добијају на значају.

## Збирка слика
- Приобаље Арклоуа
- Железничка станица у Арклоуу
- Градска читаоница
- Градска лука